# 蓋登湖

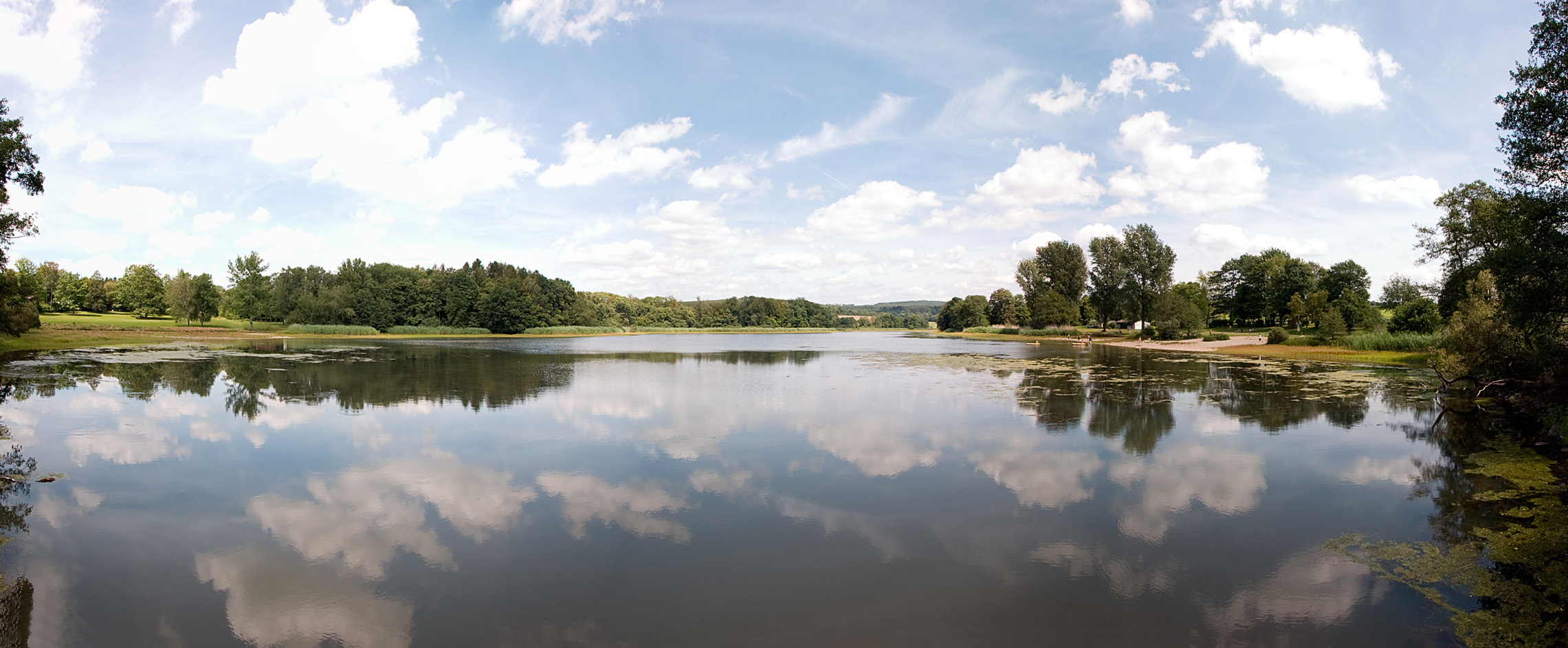

50°25′45″N 9°10′50″E / 50.42917°N 9.18056°E
蓋登湖（德語：Gederner See），是德國的湖泊，位於該國中部，由黑森州負責管轄，距離弗里德貝格約35公里，面積0.13平方公里，海拔高度357米，平均水深1.7米，最大水深7.5米。